# Theo Gerdener
Theodor Johannes Adolph Gerdener (né le 19 mars 1916 au Cap et mort le 21 novembre 2013 en Afrique du Sud) est un homme politique sud-africain, sénateur,  administrateur de la province du Natal (1961-1970), ministre de l'intérieur (1970-1972), membre du parti national avant de fonder et présider le parti démocratique (1973-1977).

## Biographie
Descendant direct de missionnaires allemands, fils du professeur G. B. A. Gerdener, Theo Gerdener nait en 1916 et étudie le droit et la philosophie à l'université de Stellenbosch. Il commence sa vie professionnelle comme journaliste à Die Burger (1937) puis neuf ans plus tard écrit pour Huisgenoot. En 1943, il se marie et de son union nait 3 enfants.
Theo Gerdener se tourne aussi vers la politique et travaille à partir de 1953 pour Nicolaas Havenga, le ministre des Finances et chef du parti national au Natal ce qui lui vaut d'être secrétaire par intérim du Parti national de la province du Natal.
Élu au conseil provincial du Natal, il fonde et dirige à Durban, de 1954 à 1959, Die Nataller, le premier journal en langue afrikaans de la province.
En novembre 1961, il est élu sénateur et devient le premier afrikaner nommé au poste d'administrateur de la province du Natal.
En mai 1970, Theo Gerdener entre dans le gouvernement de John Vorster en tant que ministre-adjoint de l'administration autochtone puis est nommé ministre de l'intérieur en novembre de la même année. Son entrée au gouvernement se situe dans un contexte de recentrage global du parti national, manifesté par une certaine ouverture politique sur le plan intérieur et sur le plan extérieur, qui avaient conduit à l'éviction du parti de plusieurs hauts responsables de l'aile-ultra conservatrice comme Albert Hertzog.
Il se fait remarquer durant son ministère par un discours dans lequel il avertit les sud-africains des conséquences sanglantes qu'auraient pour le pays le maintien de niveaux et de styles de vie aussi inégalitaires entre blancs et noirs. Le 17 juin 1972, Theo Gerdener annonce sa démission du gouvernement (effective au 31 juillet) au motif qu'il veut porter son attention à l'amélioration des relations raciales en Afrique du Sud et à l'amélioration des relations entre l'Afrique du Sud et les autres États anti-communistes d'Afrique australe. Il rejoint alors l'organisation Action South and Southern Africa (ACASA), une organisation indépendante mais proche du Parti uni. Le 3 décembre 1972, il démissionne du parti national en raison de ses activités dans l'ACASA.
En 1973, après avoir désapprouvé publiquement la politique d'apartheid, il fonde, à Johannesburg, le parti démocratique (17 novembre) en présence de 200 partisans. Son programme préconise la constitution de deux états séparés en Afrique du Sud, l'un pour les noirs et l'autre pour les blancs, les métis et les indiens. Il vise notamment à supprimer toute discrimination entre les blancs, les métis et les indiens et leur intégration totale dans un même groupe racial.
Aucun des candidats du parti démocratique n'est cependant élu lors des élections de 1974. Theo Gerdener est lui-même battu de tout juste 30 voix lors d'une élection partielle à Umhlatuzana.
En mars 1977, il se joint à Sir de Villiers Graaff, le chef du Parti uni pour en appeler à la création d'un nouveau mouvement politique dont le programme serait l'égalité des droits entre les différents groupes raciaux en Afrique du Sud.
Le 29 juin 1977, il participe à la fondation d'un nouveau parti centriste, le nouveau parti républicain, issu de la fusion entre le parti démocratique qu'il présidait et le Parti uni mais le 23 juillet 1977, à la suite d'un désaccord profond avec ses nouveaux partenaires concernant les investitures du parti à l'élection générale de 1977, il annonce sa démission du parti et son retrait de la vie publique.
Theo Gerdener vit par la suite essentiellement à Pretoria où il fête ses 90 ans en 2006.
Il meurt le 21 novembre 2013, âgé de 97 ans.